# Ceyrat

Ceyrat este o comună franceză, din departamentul Puy-de-Dôme și regiunea Auvergne. Face parte din aria urbană a Clermont-Ferrand. Populația sa este de 5.458 locuitori.

## Geografie
Localitatea Ceyrat se întinde pe o suprafață de 9,35 km², are o populație de 5.458 de locuitori (2008), iar densitatea populației este de 578 hab./km².

## Personalități legate de comună
- Scriitorul Jean Anglade are reședința la Ceyrat.
- Yves Dreyfus, de două ori medaliat olimpic la scrimă, cu bronz, la echipa de spadă, în 1956 și în 1964, și de mai multe ori campin al lumii, are reședința la Ceyrat, din 1970.

## Localități înfrățite
- , Beratzhausen, Bavaria, Germania